# Carlo Poerio
Pour les autres membres de la famille, voir Famille Poerio.
Carlo Poerio (13 octobre 1803, Naples - 27 avril 1867, Florence) est un patriote et homme politique italien. Il fut ministre de l'Instruction du royaume des Deux-Siciles.

## Famille
Carlo Poerio descend de la famille Poerio possédant la baronnie de Belcastro et qui est une branche de la famille française Beauvoir.
Il est le petit frère du poète et patriote Alessandro Poerio ainsi que le fils du patriote Giuseppe Poerio et de Carolina Sossisergio. Son oncle est le militaire et patriote Raffaele Poerio qui sera aussi officier de la Légion étrangère. Ce même oncle épousera Teresa De Nobili, fille d'Emanuele De Nobili et lointaine cousine de l'écrivain Filippo De Nobili.

## Biographie
À la suite de la part que prirent son père et son frère Alessandro Poerio dans l'insurrection dans le royaume des Deux-Siciles de 1820, Carlo Poerio et sa famille s'exilent en 1823 en Toscane, en France puis en Angleterre.
Il revient à Naples en 1833 où il devient un avocat de renom.
Bien qu'opposé au mazzinisme, Poerio est arrêté en tant que libéral en 1837, en 1844 (date de l'arrestation des frères Bandiera et enfin en 1847 car il a participé à la préparation de l'insurrection dans le royaume des Deux-Siciles de 1847 en tant qu'un des chefs de file du Comité de Naples. En 1848, il prend part à l'agitation qui aboutit à la concession de la Constitution et il devient ainsi Ministre de l'Instruction du royaume des Deux-Siciles bien qu'il se démit de cette fonction le 15 mai.
En 1849, la monarchie absolu est de retour et Carlo Poerio est condamné à 24 ans de prison mais il n'en fera que 10 car sa peine est muée en déportation en 1859. Déporté en Amérique, le navire qui le transporte débarque en fait en Irlande d'où il retourne au Piémont. Il prit ainsi part au tout jeune gouvernement du royaume d'Italie en devenant député. Il est ensuite nommé Lieutenant général de l'Italie méridionale par le roi Victor-Emmanuel II. Il finit par se retirer de la vie politique avant de mourir à Florence le 27 avril 1867.
Sa sépulture à Pomigliano d'Arco est reconnue en 1930 par le roi Victor-Emmanuel III comme monument national.

## Sources
- (it) Cet article est partiellement ou en totalité issu de l’article de Wikipédia en italien intitulé « Carlo Poerio » (voir la liste des auteurs).
- Giovanni Fiore da Cropani, Della Calabria illustrata, vol. 3, Rubbettino Editore, 1999 (lire en ligne), p. 363.
- Site de la famille Poerio.

- Notices d'autorité :   - VIAF
  - ISNI
  - BnF (données)
  - IdRef
  - LCCN
  - GND
  - Italie
  - Vatican
  - WorldCat